# Кішка Гайєр-Андерсона
«Кішка Гайєр-Андерсона» (рос. Gayer-Anderson cat) — давньоєгипетська статуя кішки, датована пізнім періодом (близько 664—332 рр. до н. е.). Виконана із бронзи, із золотим орнаментом.

## Опис та історія
Скульптура носить ім'я майора Роберта Гренвілл Гайєр-Андерсона, який разом з Мері Стаут Шоу подарував її Британському музею. Статуя є зображенням кішки, що уособлює богиню Баст. Кішка носить прикраси та захисний амулет. Сережки та носове кільце, можливо, є пізнішими доповненнями. На голові зображений скарабей, а на грудях — крилатий скарабей. Статуя заввишки 42 см і завширшки 13 см. Копія статуї зберігається в музеї Гайєра-Андерсона в Каїрі.
Статуя не так добре збереглася, як здається. Рентгенівські знімки скульптури показують, що центр тіла кішки потріскався, а голова тримається лише на внутрішньому каркасі. Відновленням бронзової кішки займався майор Гайєр-Андерсон, який у 1930-х роках був захопленим реставратором давнини. Коли він купив її, поверхня кішки була вкрита товстим шаром патини та оксидів, які він ретельно відчистив.
Кішка була виготовлена методом точного лиття, при якому воскова модель покривається глиною, і отримана глиняна форма, після випалу, заповнюється розплавленим металом. Сплав містить 85% міді, 13% олова, 2% миш'яку та 0,2% свинцю. Залишки штифтів, на яких трималася воскова модель, можна побачити за допомогою рентгенівських променів. Ливарники могли використовувати сплави різного складу для надання відтінків тілу кішки та зображення смужок на хвості. Не виключено, що очі кішки спочатку були виконані з кам'яними декоративними або скляними вставками.